# الخطوط الجوية المكسيكية الرحلة 940
الخطوط الجوية المكسيكية الرحلة 940 طائرة بوينغ 727-264 كانت تحمل علي متنها 159 راكبا و8 من أفراد الطاقم من مكسيكو سيتي إلي لوس أنجلوس عبر بويرتو فالارتا ومازاتلان في 31 مارس 1986 بقيادة الكابتن كارلوس جواداراما سيستوس البالغ من العمر 35 عاما ذات خبرة طيران للشركة لمدة 14 عاما والمساعد أول فيليب لي بياجيت روهرير البالغ من العمر 34 عاما ذات خبرة طيران للشركة لمدة 4 سنوات ومهندس الرحلة أنجيل كارلوس بيناسكو اسبينوزا البالغ من العمر 29 عاما ذات خبرة طيران للشركة لمدة 7 سنوات وبعد ربع ساعة من الإقلاع أعلن الكابتن كارلوس جواداراما سيستوس حالة الطؤاري بسبب وجود حريق علي متن الطائرة والعودة لمطار بينيتو خواريز الدولي ولكن الطاقم فقدوا السيطرة علي طائرتهم وتحطمت في جبل إل كاربون بالقرب من مارافاتيو في المكسيك ومن بين الركاب زوجة وأبناء الكابتن كارلوس جواداراما سيستوس وأبلغ شهود العيان الشرطة المحلية المكسيكية والجيش المكسيكي بتحطم الطائرة وبعد ساعات وصل الشرطة المحلية المكسيكية والجيش المكسيكي لموقع التحطم وأستنتج المحققون في تقريرهم النهائي بإن سبب الحريق هو خطأ ميكانيكي في ضغط عجلات عدة الهبوط المنخفضة ودرجة الحرارة المرتفعة بسبب درجة حرارة المكسيك المرتفعة مما تسبب بتمزق خزانات الوقود بسبب الإطارات المتفجرة مما أدي إلي فقدان الأنظمة الهيدروليكية والكهربائية مما أدي إلي فقدان السيطرة علي الطائرة.

## روابط خارجية
- Airdisaster.com
- Planecrashinfo.com